# Komórka Langerhansa
Komórki Langerhansa – komórki dendrytyczne zlokalizowane w górnych pokładach warstwy kolczystej naskórka. Pochłaniają i przetwarzają antygeny mikroorganizmów, a następnie mogą wędrować do warstw korowych węzłów chłonnych, gdzie prezentują wychwycone antygeny komórkom immunokompetentnym, głównie limfocytom T. Na ich powierzchni obecne są receptory dla odcinka Fc przeciwciał, składnika C3 układu dopełniacza, a także antygeny zgodności tkankowej MHC II, charakterystyczne dla systemu APCs (profesjonalnych komórek prezentujących antygeny), do którego należą. W mikroskopie elektronowym w ich cytoplazmie obserwuje się liczne cylindryczne ziarnistości Birbecka.